# Escobaria chihuahuensis
Escobaria chihuahuensis är en kaktusväxtart som beskrevs av Nathaniel Lord Britton och Joseph Nelson Rose. Escobaria chihuahuensis ingår i släktet Escobaria och familjen kaktusväxter.

## Underarter
Arten delas in i följande underarter:
- E. c. chihuahuensis
- E. c. henricksonii